# Parascothorax synagogoides
Parascothorax synagogoides är en kräftdjursart som beskrevs av Wagin 1964. Parascothorax synagogoides ingår i släktet Parascothorax och familjen Ascothoracidae. Inga underarter finns listade i Catalogue of Life.